# Kite (Géorgie)
Pour les articles homonymes, voir Kite.
Kite est une ville américaine située dans le comté de Johnson, en Géorgie. Selon le recensement de 2020, sa population est de 160 habitants.